# بابوريتا
بابوريتا (بالفلبينية: Paborita‏) هو بسكويت فلبيني دائري الشكل يتميّز بملمس قشري.

## طريقة التحضير
يُحضر من طحين القمح، والسكر، والحليب منزوع الدسم، والملح، وذرور الخبز، والشب، وزيت الطهي. وتُشبه في مذاقها إلى حدٍ كبير بسكويت "جاليتاس دي باتاتاس". تقليديًا، يُأكل البابوريتا مع المشروبات الساخنة أو مربى الفواكه.

## تاريخ
يُعدّ البابوريتا أشهر أنواع البسكويت التي يقدمها مخبز "باناديريا بانتوجا"، وهو مخبز تأسس قبل 68 عامًا وبدأ في إنتاج هذا البسكويت منذ عام 1950. أسس المخبز كلٌ من سيليندا لوريل ديمايوغا من تاناوان وأوريليو مانيغات بانتوجا من بالاين مستخدمين فرن الطوب الطيني التقليدي المعروف باسم "بوجون".
في عام 1970، قام الزوجان أرتورو ديمايوغا بانتوجا ومارلين غونزاليس بإدارة المخبز وتطويره من خلال إدخال الآلات. يقع هذا المخبز التراثي في شارع سيكستو كاستيلو، بارانغاي بوبلاسيون 2، تاناوان، باتانغاس، ويشتهر بإنتاجه للخبز والبسكويت الفلبيني التقليدي.